# Stina Lindholm
Stina Lindholm, född 23 april 1957, är en finlandssvensk formgivare och skulptör. 
Stina Lindholm utbildade sig på Konstfackskolan i Stockholm 1983–1988 vid institutionen för Skulptur, MFA och studerade väg- och brobyggnadskonst vid Kungliga Konsthögskolan, Tessinskolan. Sedan 1995 har hon arbetat som ansvarig formgivare för sitt eget företag Skulpturfabriken AB.
Stina Lindholm var lärare i form vid Gotlands folkhögskola 2006 och lektor i Design och Konstruktion vid Högskolan på Gotland 2007–2009.
I sin verksamhet arbetar Lindholm med funktionell form för hem och trädgård, utsmyckningar och trädgårdsdesign. Materialet är framför allt betong som kombineras med andra material. Hela Skulpturfabrikens produktion utförs lokalt på Lindholms gård i Boge på Gotland. Företaget tillverkar även inredningsdetaljer på beställning och arbetar med designuppdrag av skilda slag.
Lindholms design och Skulpturfabrikens produkter har fått flera utmärkelser och priser och finns idag representerade över hela Sverige och utomlands i både offentliga och privata miljöer. Hon utsågs 2010 till ledamot i regeringens råd för kreativa och kulturella gärningar.

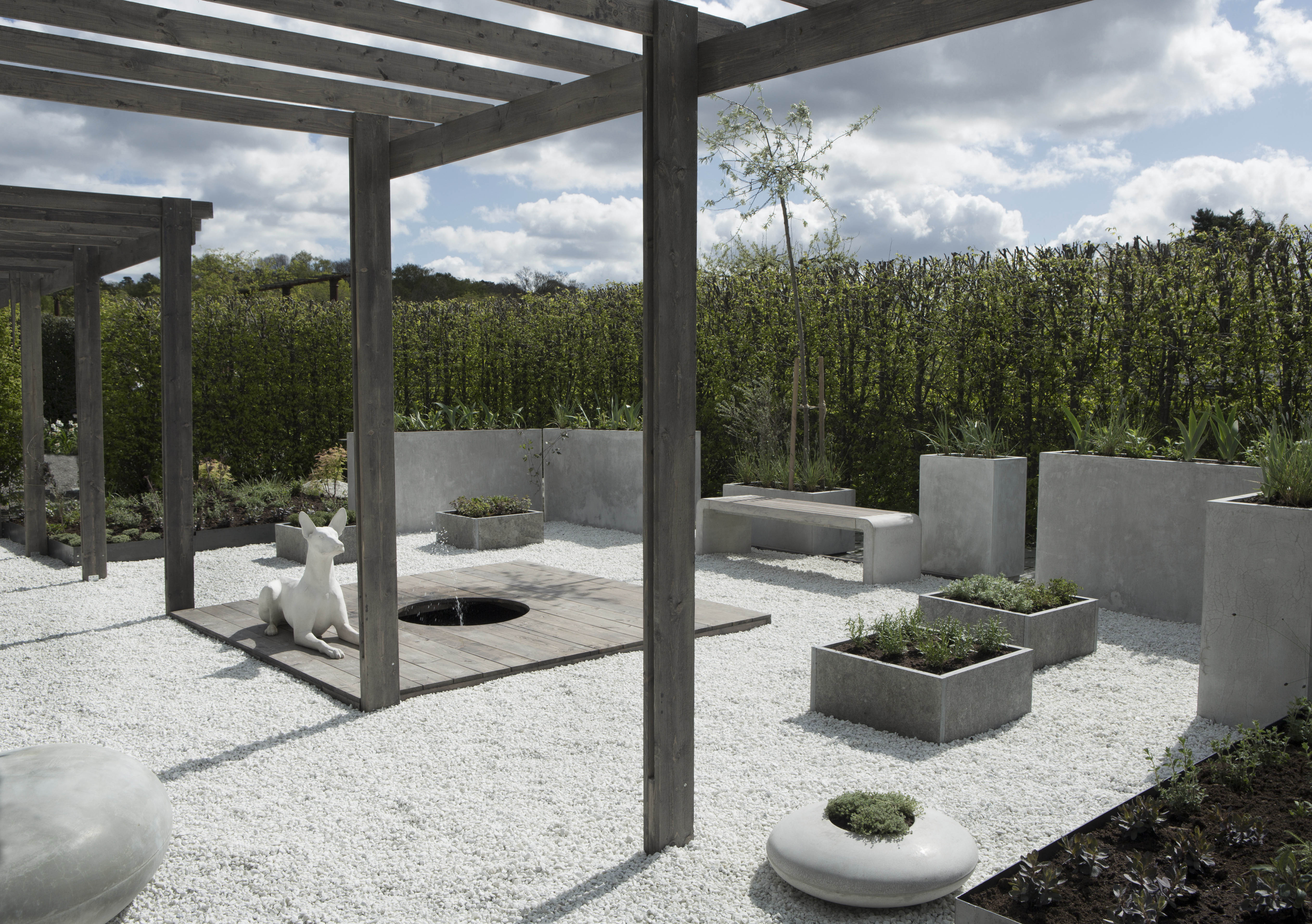
Bland stock och sten, utställning på Rosendals Trädgård 2015.

## Offentliga verk i urval
- Bland stockar och sten, 2015, Rosendals Trädgård, Stockholm. Uppdrag att skapa en inspirationsträdgård för besökare.
- Jag sitter på en sten, 2015, Järfälla kommun. Uppdrag, sittmöbel för Lilla Torg i nya Barkarby i stadsdelen Järfälla.
- Rondellkula, 2015, Region Gotland. Uppdrag, utsmyckning av rondell vid inomhusarena, Ica Maxi Arena, Visby.
- Gotlandsbönan, 2015, Region Gotland. Uppdrag, sittplatser för offentligt bruk. Sammanlagt 15 stycken sittstenar utplacerade och förankrade vid Visby strandpromenad.
- Långbänken, Skansen, Stockholm. Uppdrag, uppvärmd sittmöbel för mötesplatsen vid Spegeldammen på Skansen.
- Bänkar och möbler, 1996-2016, för det offentliga rummet för Kommuner och Landsting i Sverige.

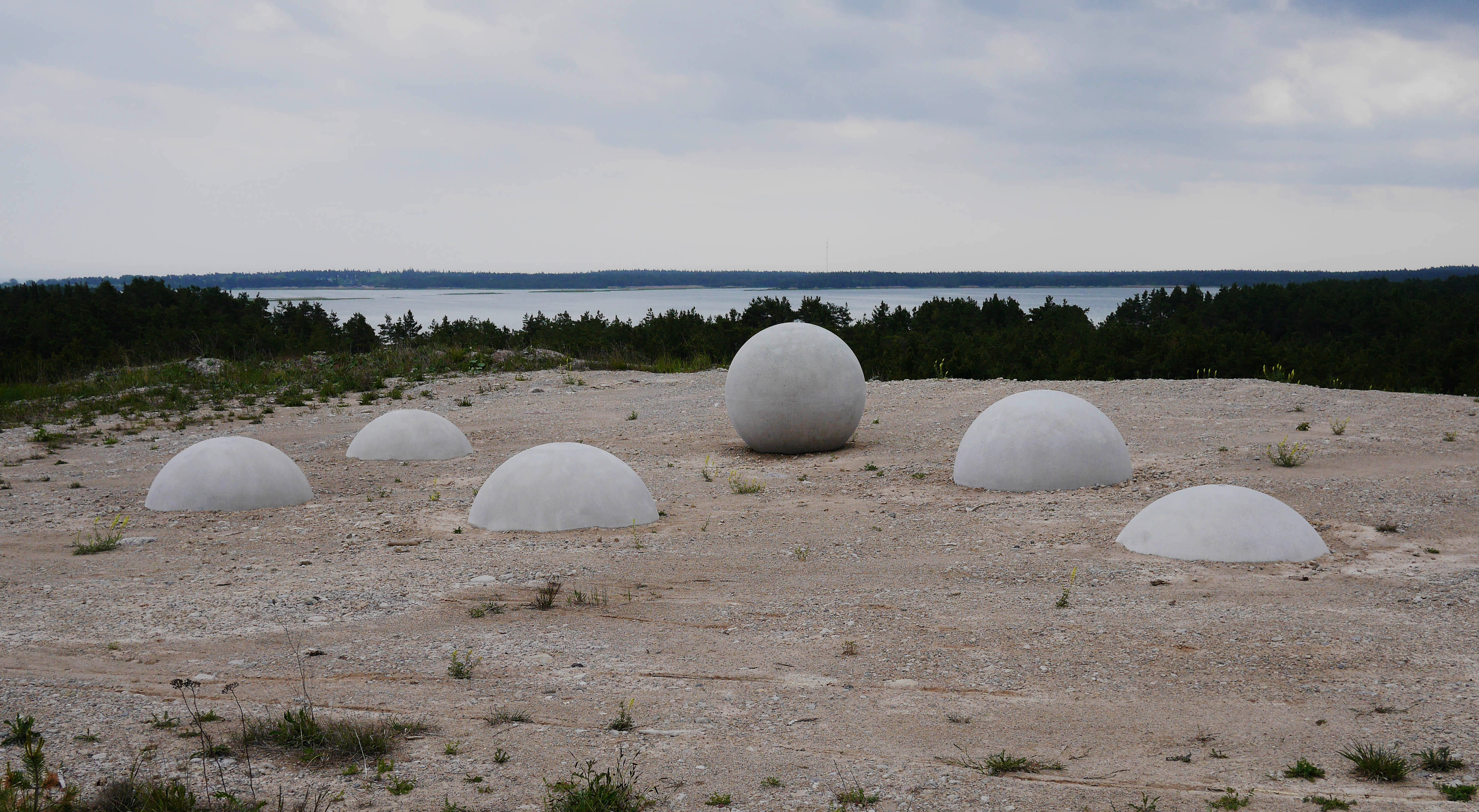
Up and below Slite, Gotland.

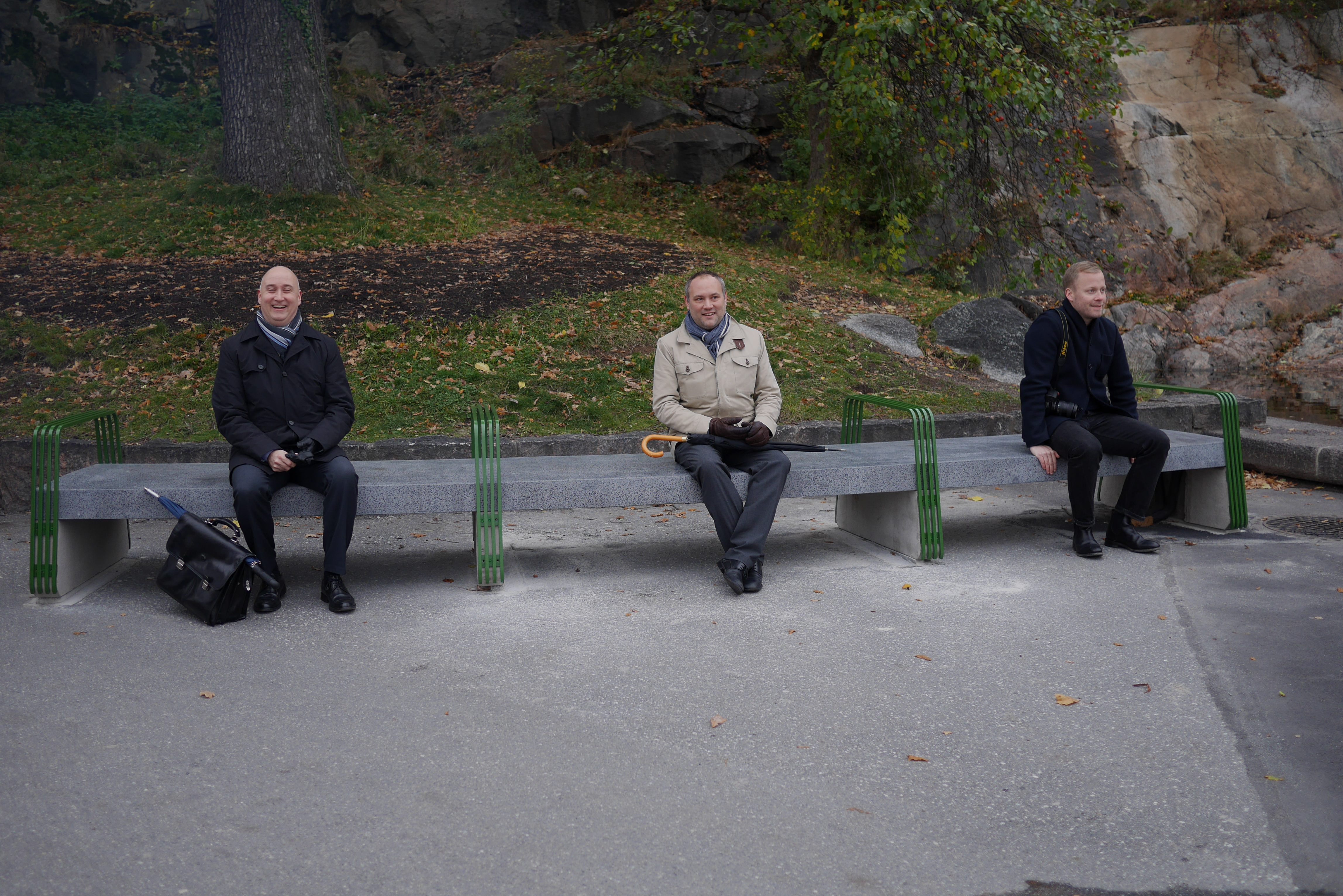
Långbänken på Skansen i Stockholm.

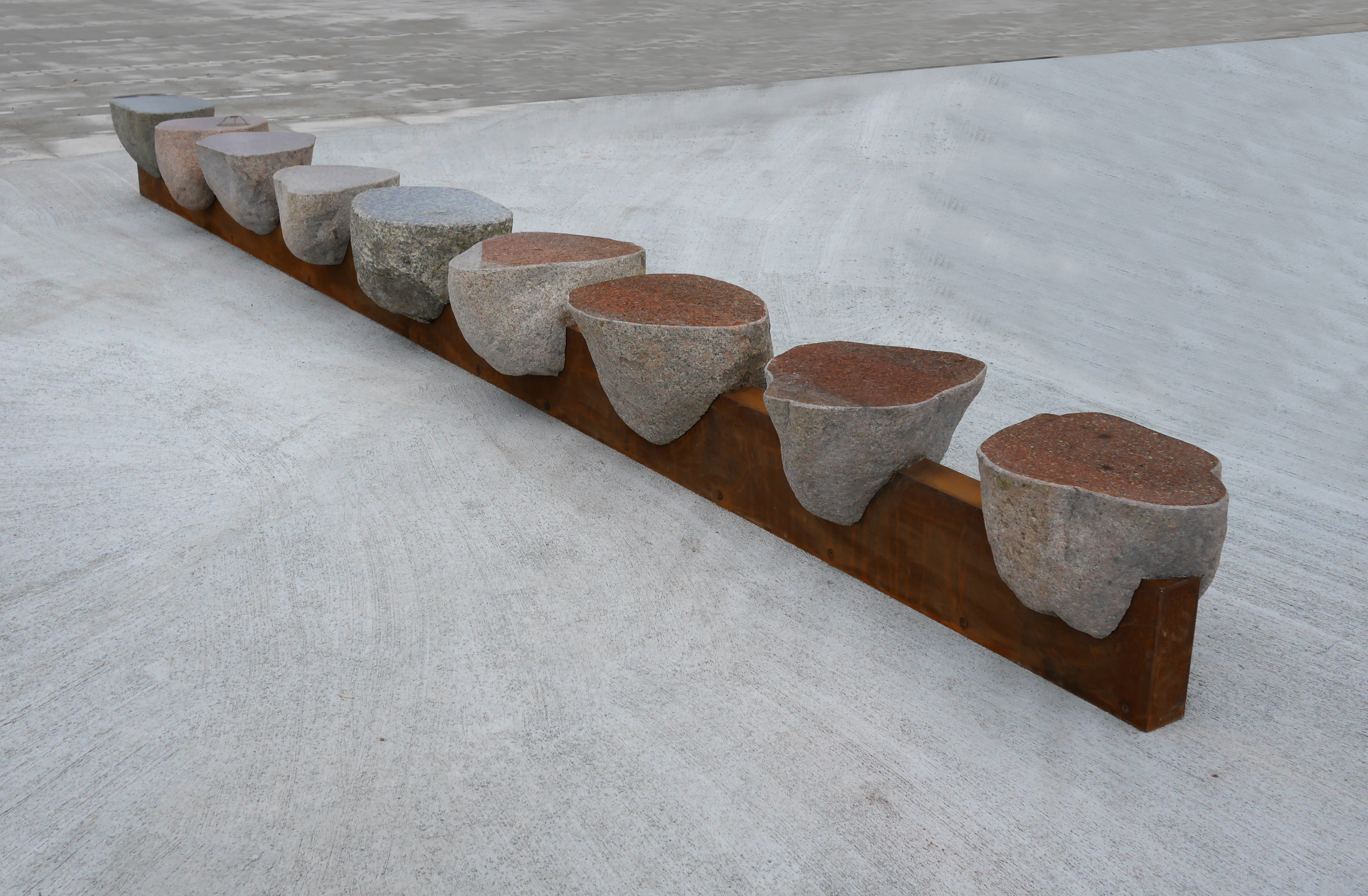
Jag sitter på en sten, bänk i nya Barkarbystaden, Järfälla.